# Brahmaputra
Il Brahmaputra (ཡར་ཀླུང་གཙང་པོ་ (yar klung gtsang po) in tibetano, 雅鲁藏布江 (Yǎlǔzàngbù Jiāng) in cinese, ब्रह्मपुत्र नदी in hindī, ব্রহ্মপুত্র নদ in bengali) è un fiume asiatico che nasce nel Tibet sud-occidentale, dove prende il nome di Yarlung Tsangpo, e scorre verso est, lungo il versante settentrionale dell'Himalaya, in territorio cinese. Dopo avere aggirato la catena himalayana, piega bruscamente a sud, e con il nome di Brahmaputra attraversa gli stati indiani dell'Arunachal Pradesh e dell'Assam, entrando poi nel Bangladesh, dove confluisce nel Gange in corrispondenza del delta di questo per sfociare nel golfo del Bengala.

## Descrizione
È lungo 2900 km, ha una profondità media di 38 metri e massima di 120, si dirama spesso in un intreccio di bracci soggetti a fenomeni di avulsione ed è uno dei pochi fiumi al mondo in cui si verifica la cosiddetta marea fluviale. Il suo bacino idrografico copre una superficie di 670000 km².
Ha un regime idrico caratterizzato da una portata sempre elevatissima: la minima si aggira sui 5000 m³/s, ma la massima può raggiungere anche i 168500 m³/s; si tratta di una portata massima che trova paragone solo nel Rio delle Amazzoni ed in pochissimi altri fiumi del pianeta. Durante l'estate, quando lo scioglimento dei ghiacciai coincide con l'arrivo del monsone, il fiume è soggetto a catastrofiche esondazioni che insieme a quelle del Gange allagano intere regioni e sommergono buona parte del Bangladesh, causando ingenti perdite di vite umane e gravissimi danni alle abitazioni e all'agricoltura.
È navigabile per buona parte del suo corso, ma nell'ultima parte del tratto tibetano è caratterizzato da un corso assai impetuoso, con rapide e cascate (una, alta circa 35 metri, è stata scoperta dopo il 2000 nel corso di un'esplorazione britannica). A causa delle gole inaccessibili che attraversa in questa zona disabitata, per lungo tempo non si seppe che il Brahmaputra e lo Yarlung fossero lo stesso fiume. La continuità tra i due corsi è stata scoperta da un'esplorazione compiuta tra il 1884 ed il 1886.

### Corso del fiume

#### In Tibet

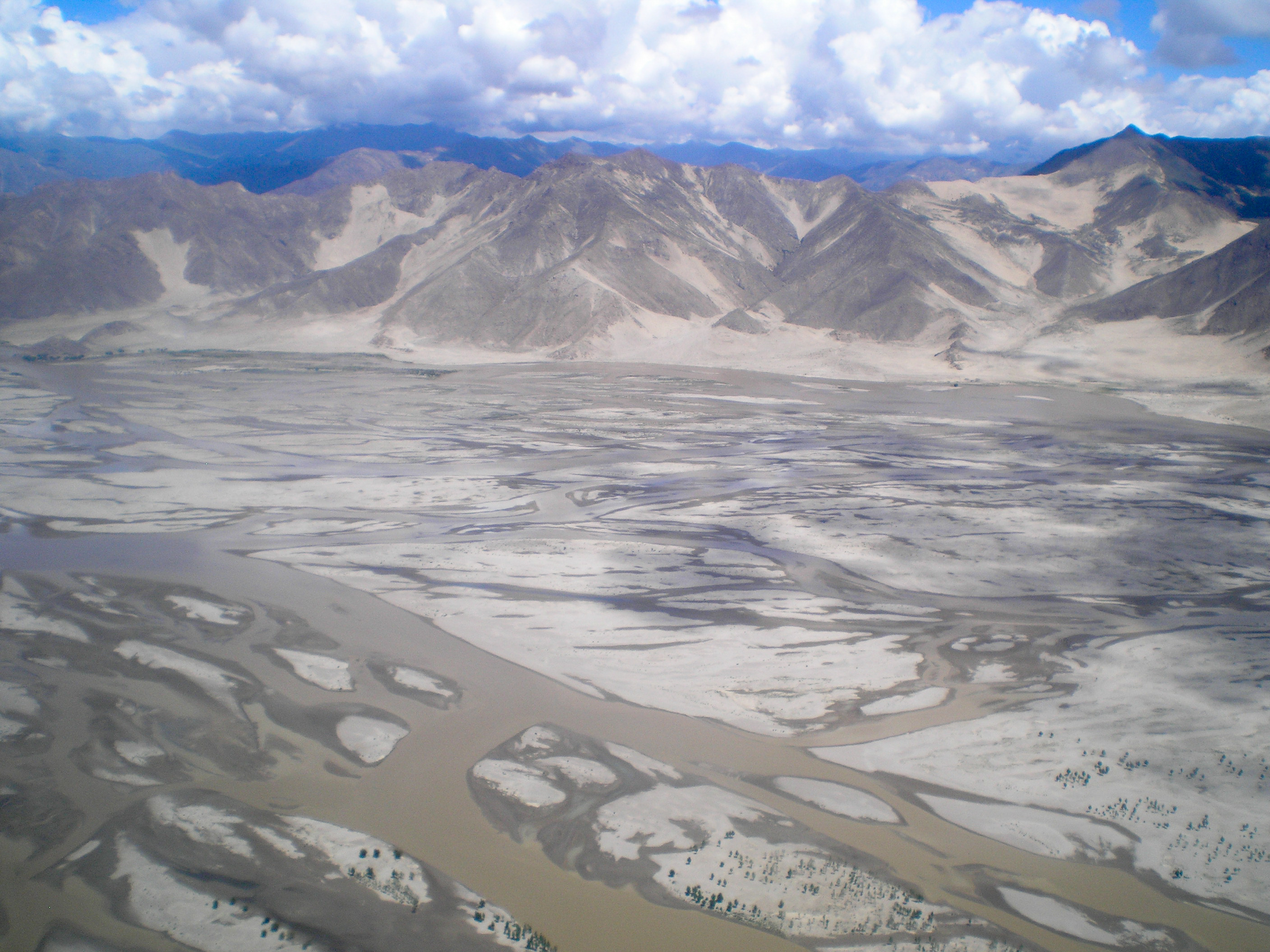
Lo Yarlung Tsangpo

Nasce da vari ghiacciai dei monti Kubigangri e Ganglunggangri, la sorgente principale è il ghiacciaio Gyima Yangzoin nella contea di Zhongba (prefettura di Shigatse), in prossimità del confine nepalese, nel Tibet sud-occidentale.
Nel suo corso tibetano il fiume prende il nome Yarlung Tsangpo (Wylie: yar kLungs gTsang po), o semplicemente Yarlung o anche Tsangpo (Tsang è la regione tibetana ad ovest di Lhasa dove scorre nel suo primo tratto). Attraversa per circa 1700 km l'omonima valle dello Yarlung, situata a nord della cresta principale dell'Himalaya, scorrendo verso est, ad un'altitudine media di 4000 m, partendo da 4500 m fino a raggiungere i 3000 m nel Tibet del sud-est..
In seguito, aggira la catena himalayana ruotando intorno al monte Namcha Barwa e piega il corso verso sud-ovest formando la tortuosa ed inaccessibile gola dello Yarlung Tsangpo, da alcuni ritenuto il più profondo canyon del mondo.

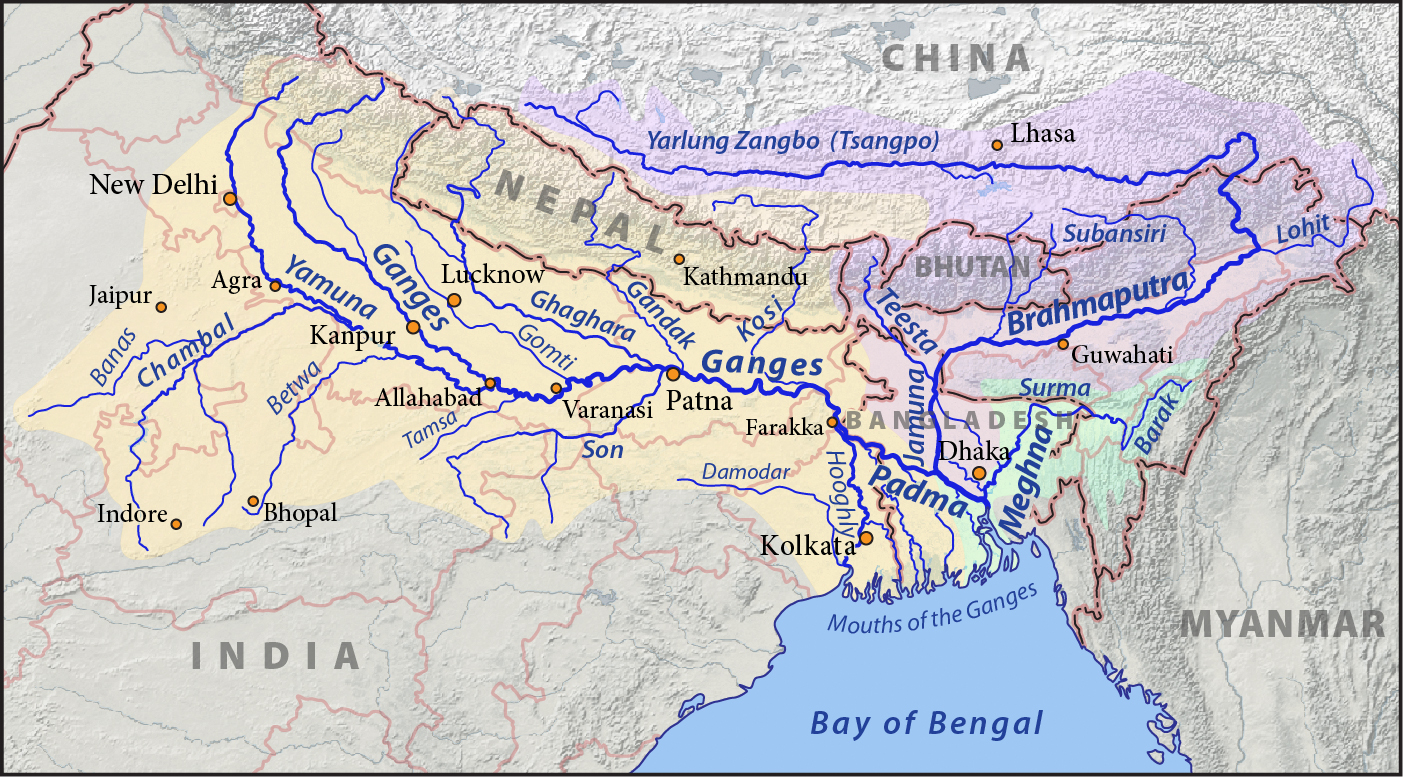
Gli enormi bacini idrogeologici del Gange e del Brahmaputra

La valle dello Yarlung gode di un clima più temperato delle altre zone del Tibet ed è stata il luogo di origine della tribù che unificò l'intero altopiano nel VII secolo, fondando l'omonima dinastia Yarlung che resse l'impero tibetano fino alla sua frantumazione nel IX secolo. La valle viene quindi definita come una delle culle della civiltà tibetana.
Tuttora il bacino dello Yarlung ospita la maggior parte della popolazione del Tibet, e comprende anche le città di Lhasa, che giace sull'affluente Kyi Chu, e Shigatse, affacciata sul fiume. Per le sue caratteristiche lo Yarlung attrae escursionisti in kayak, mentre il gran canyon e le gole collegate sono punti di richiamo per esploratori e scalatori.

#### In India
Il fiume entra poi attraverso una serie di gole impervie e di suggestive cascate nello Stato indiano dell'Arunachal Pradesh, prendendo il nome Siang, che compie una rapida discesa a valle dove cambia ancora il nome e diventa Dihang. Scorre per altri 35 chilometri prima di ricevere le acque del Dibang e del Lohit, poi continua il suo corso con il nome Brahmaputra.

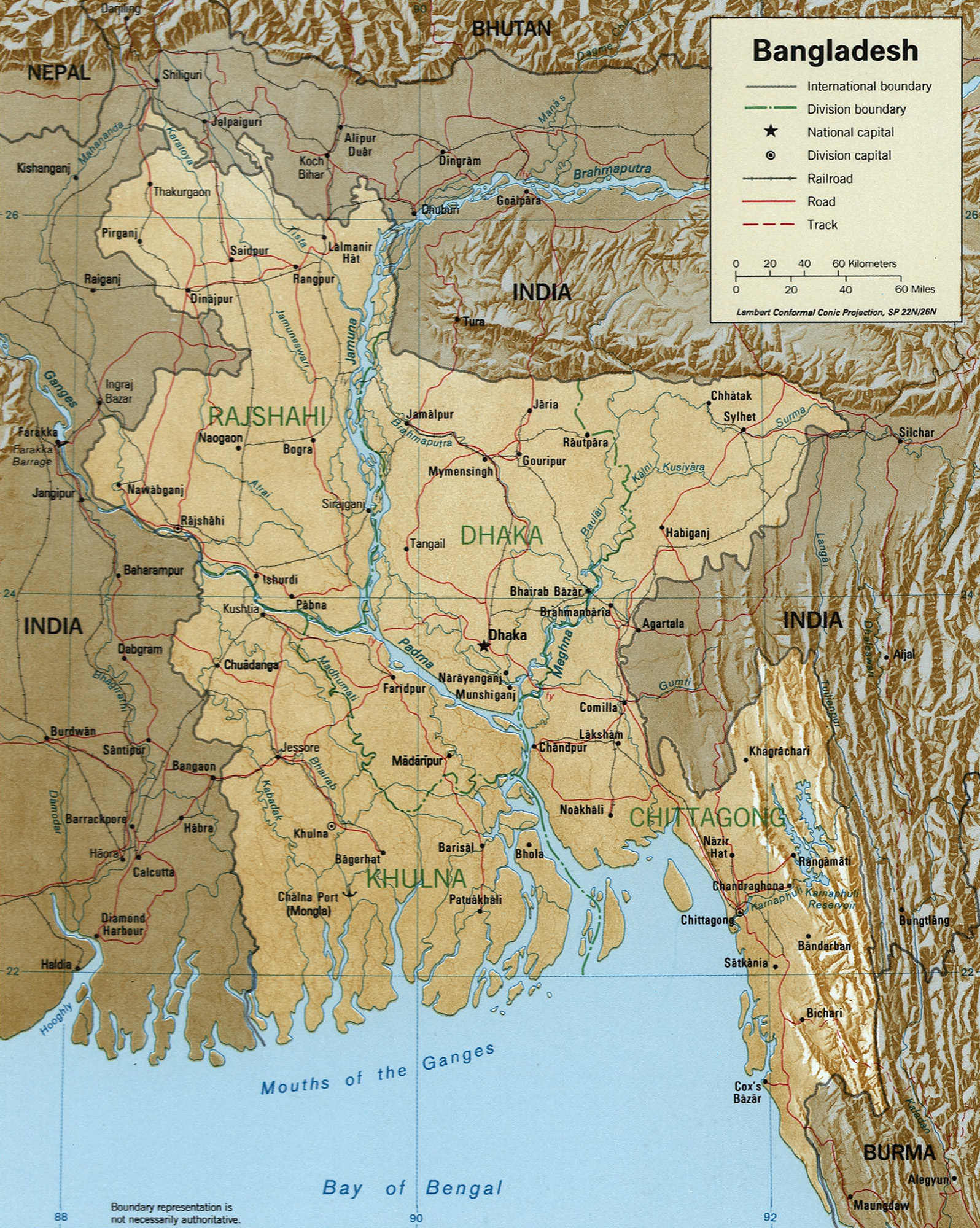
Il corso del Brahmaputra in Bangladesh

Dopo essere entrato nell'Assam il fiume si allarga, arrivando in alcuni punti ad un'ampiezza di 10 chilometri, e si divide in due rami che si riuniscono dopo 100 chilometri, formando l'isola di Majuli, la più grande isola fluviale in India. Per un lungo tratto lungo il lato sud si erge l'altopiano di Shillong; subito dopo Guwahati il fiume si restringe e in uno dei punti più stretti (circa un chilometro di larghezza) è stato costruito il primo ponte ferroviario-stradale nel 1962. Prima di entrare in Bangladesh, riceve da nord il fiume Manas, il cui grande bacino idrografico convoglia le acque del Bhutan orientale, e di alcuni lembi del sud del Tibet.
La pianura alluvionale che il Brahmaputra forma nell'Assam ha una superficie di 56700 km² e si estende anche negli stati confinanti; è un'ecoregione particolarmente fertile e comprende una vasta foresta di piante semi-sempreverdi popolata da rare specie animali, tra cui la tigre del Bengala ed il leopardo nebuloso.

#### In Bangladesh
Dopo essere entrato nel Bangladesh ed aver ricevuto le acque del Tista, proveniente dalle alte montagne del Sikkim, il fiume si divide in due rami, quello occidentale, che è il più ampio e prende il nome di Jamuna, affluisce nel ramo principale del Gange, il Padma, mentre quello orientale, chiamato basso Brahmaputra, affluisce nel Meghna, che si congiunge con il Padma nel distretto di Chandpur e sfocia, con il nome Meghna, nell'Oceano Indiano in corrispondenza del golfo del Bengala.
Insieme ad altri rami del Gange il Brahmaputra forma il delta del Gange, che copre un'area di 59570 km² ed è uno dei delta più grandi del mondo.

#### La prima diga
Il 13 ottobre 2015 è entrata in fase operativa nel Tibet sud-orientale la nuova diga idroelettrica di Zangmu, la cui realizzazione ha dato luogo a proteste del governo indiano e di quello del Bangladesh, che malgrado le rassicurazioni fornite dal governo cinese, temono possa avere pericolose conseguenze per le popolazioni che vivono a valle del fiume. È la prima grande diga costruita sul Brahmaputra e il governo cinese ha approvato la costruzione in Tibet di altre tre dighe sul fiume.

#### La "mega centrale" di Medog
Il 19 luglio 2025 sono stati avviati i lavori per la realizzazione di una nuova diga con associata centrale idroelettrica nella contea di Medog, nella regione autonoma cinese del Tibet, in prossimità del confine con l'India. La centrale idroelettrica, il cui avvio è previsto per gli anni '30 del XXI secolo, sarà la più grande del mondo, con una potenza installata di ca. 50 GW e una producibilità annua di ca. 300 TWh, pari a circa 2,5 volte quella della diga delle Tre Gole, e superiore al consumo elettrico dell'intera Gran Bretagna nel 2024.

## Galleria d'immagini

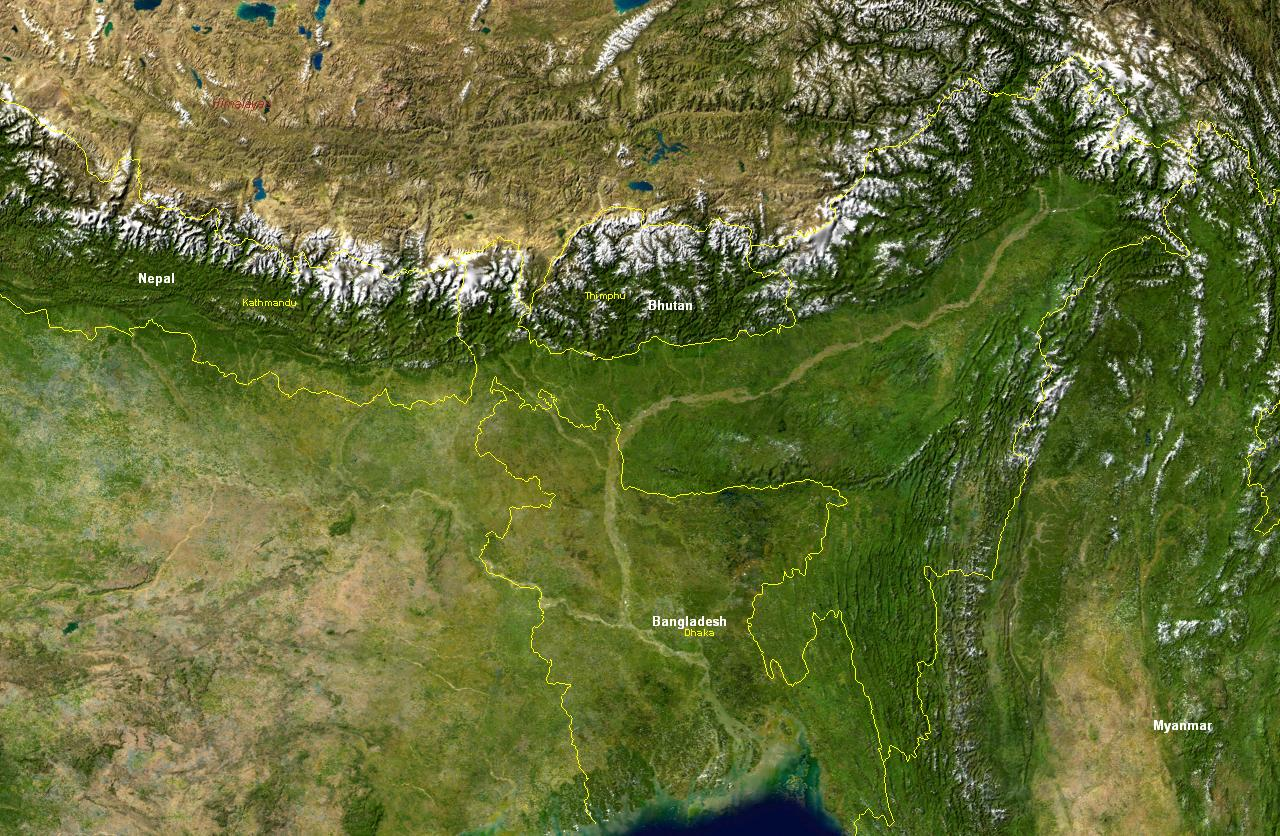
Bacino del Brahmaputra
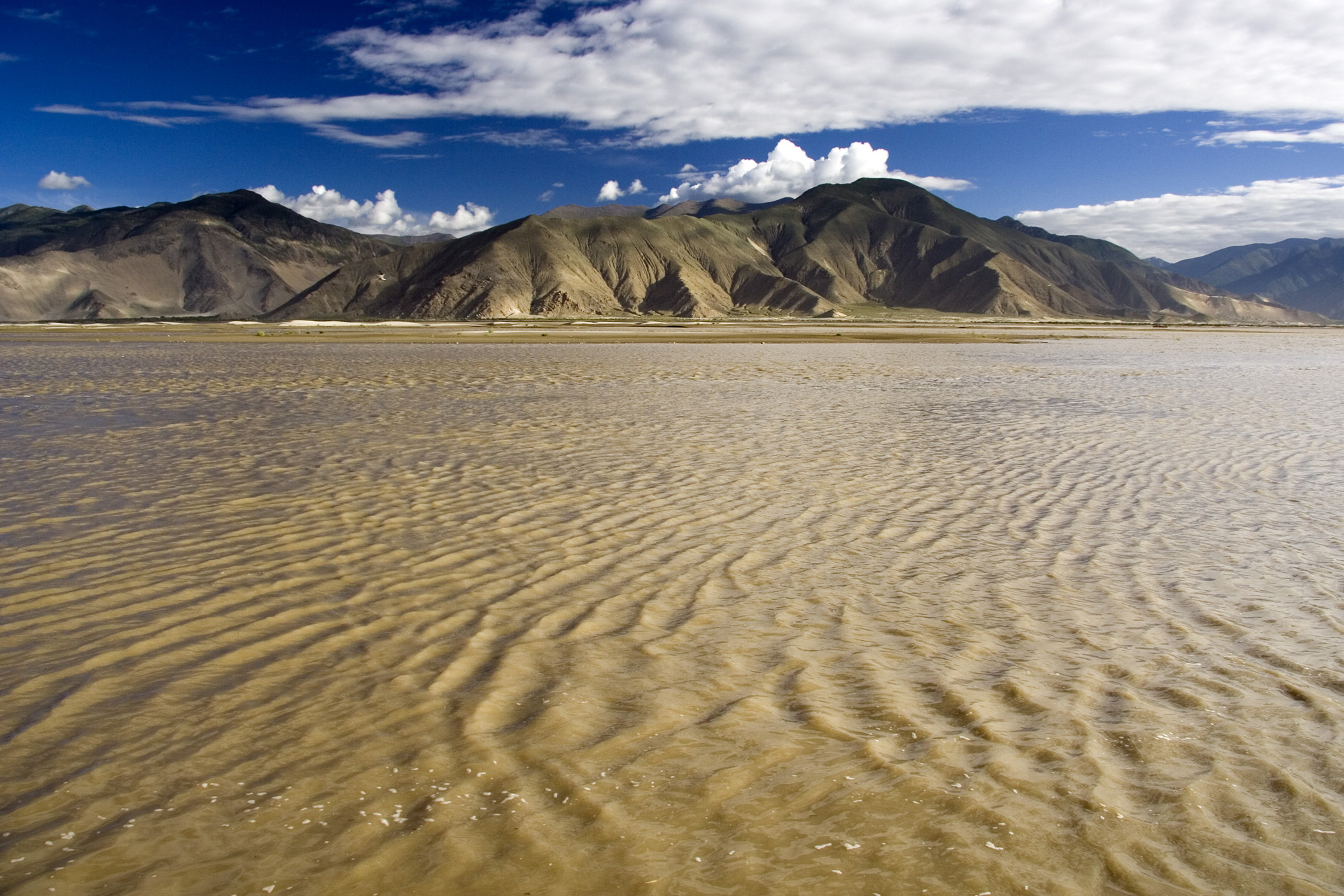
Il fiume in Tibet
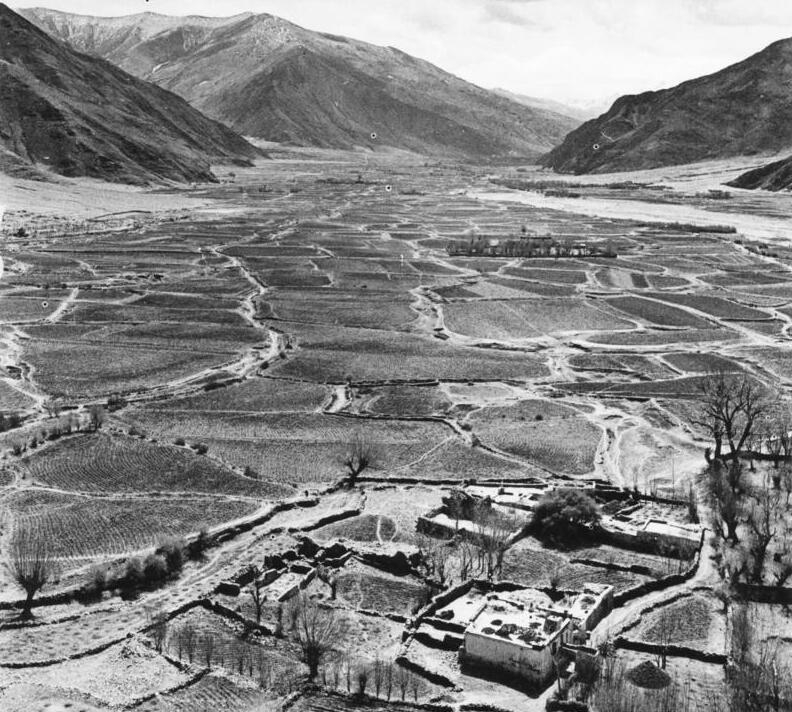
La valle dello Yarlung nel 1938
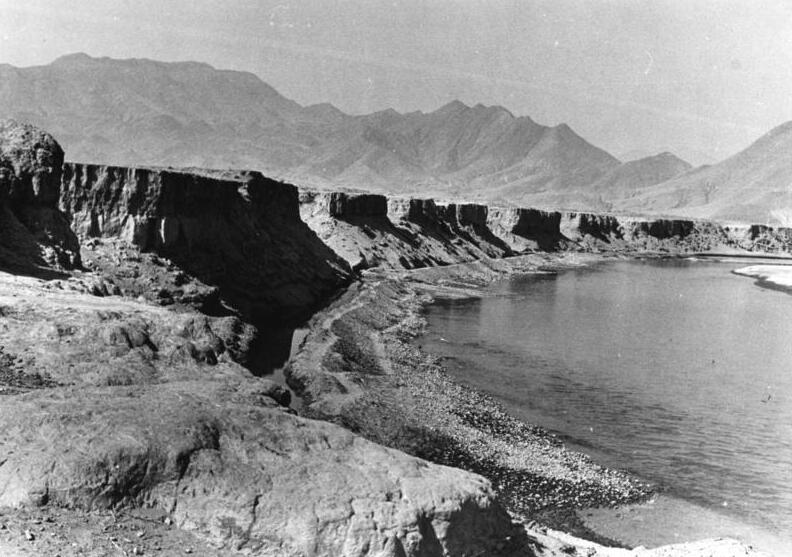
Lo Yarlung nella zona di Shigatse, nello Tsang
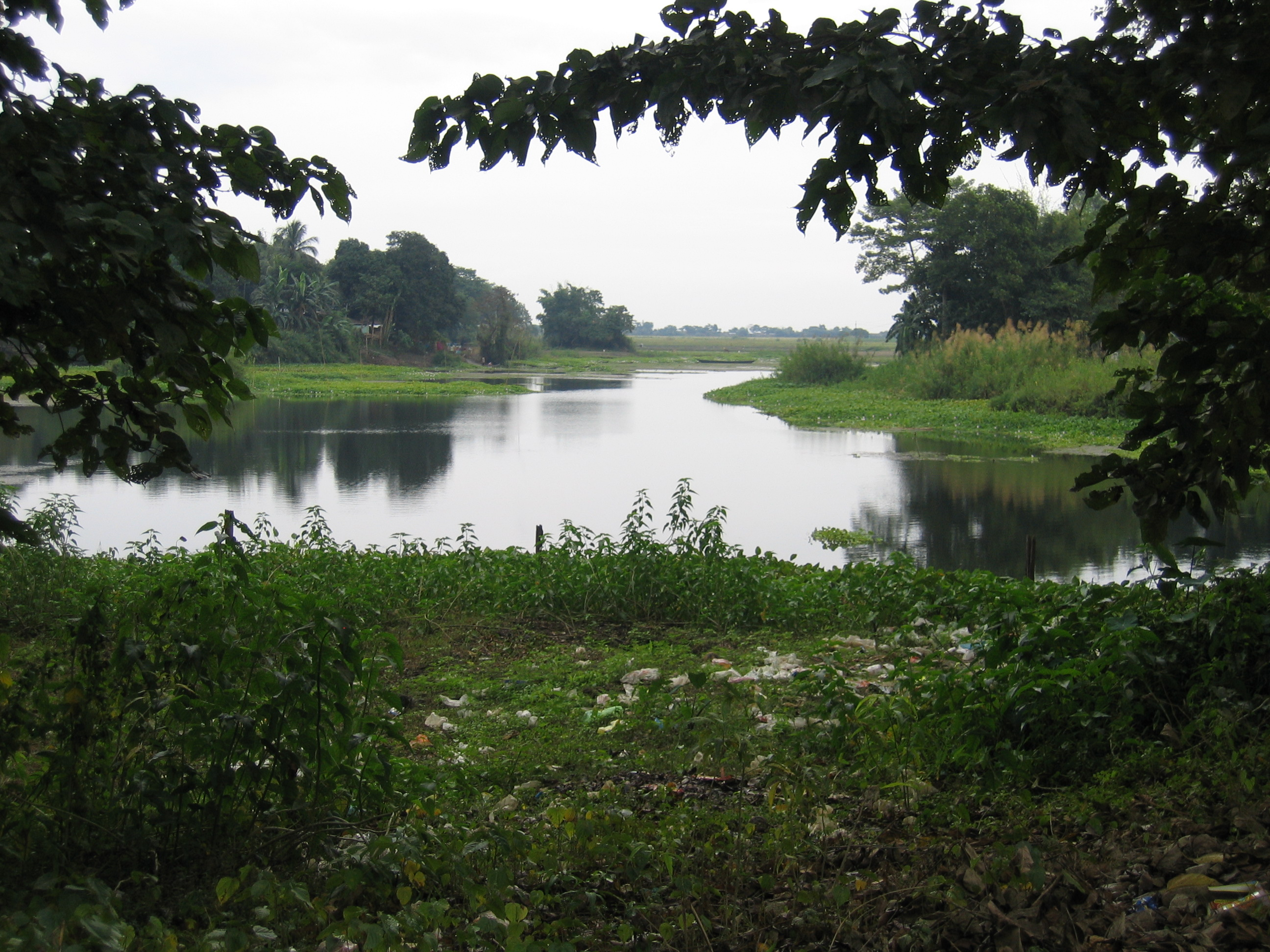
Brahmaputra nell'isola di Majuli, in Assam
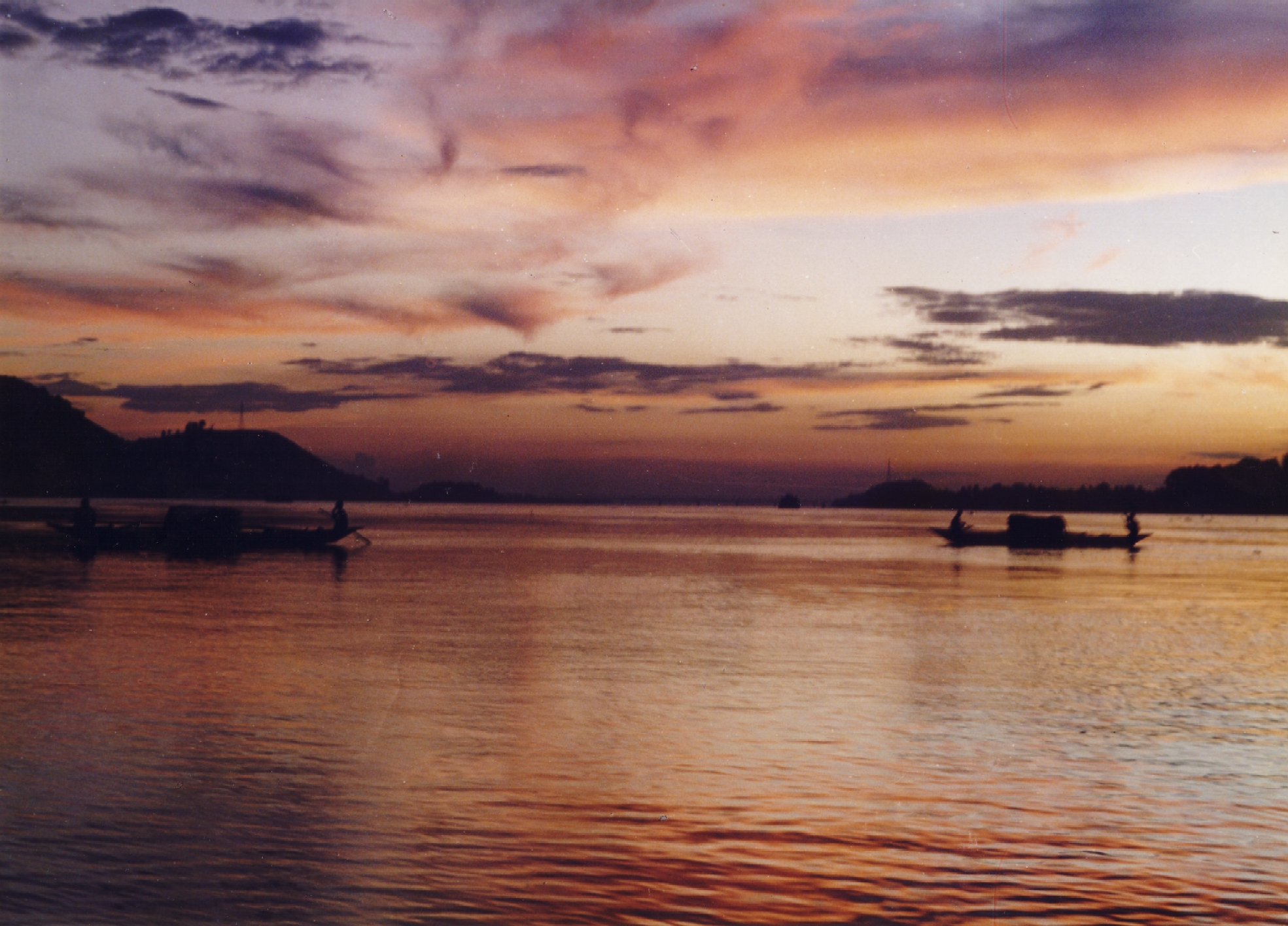
Il Brahmaputra a Guwahati
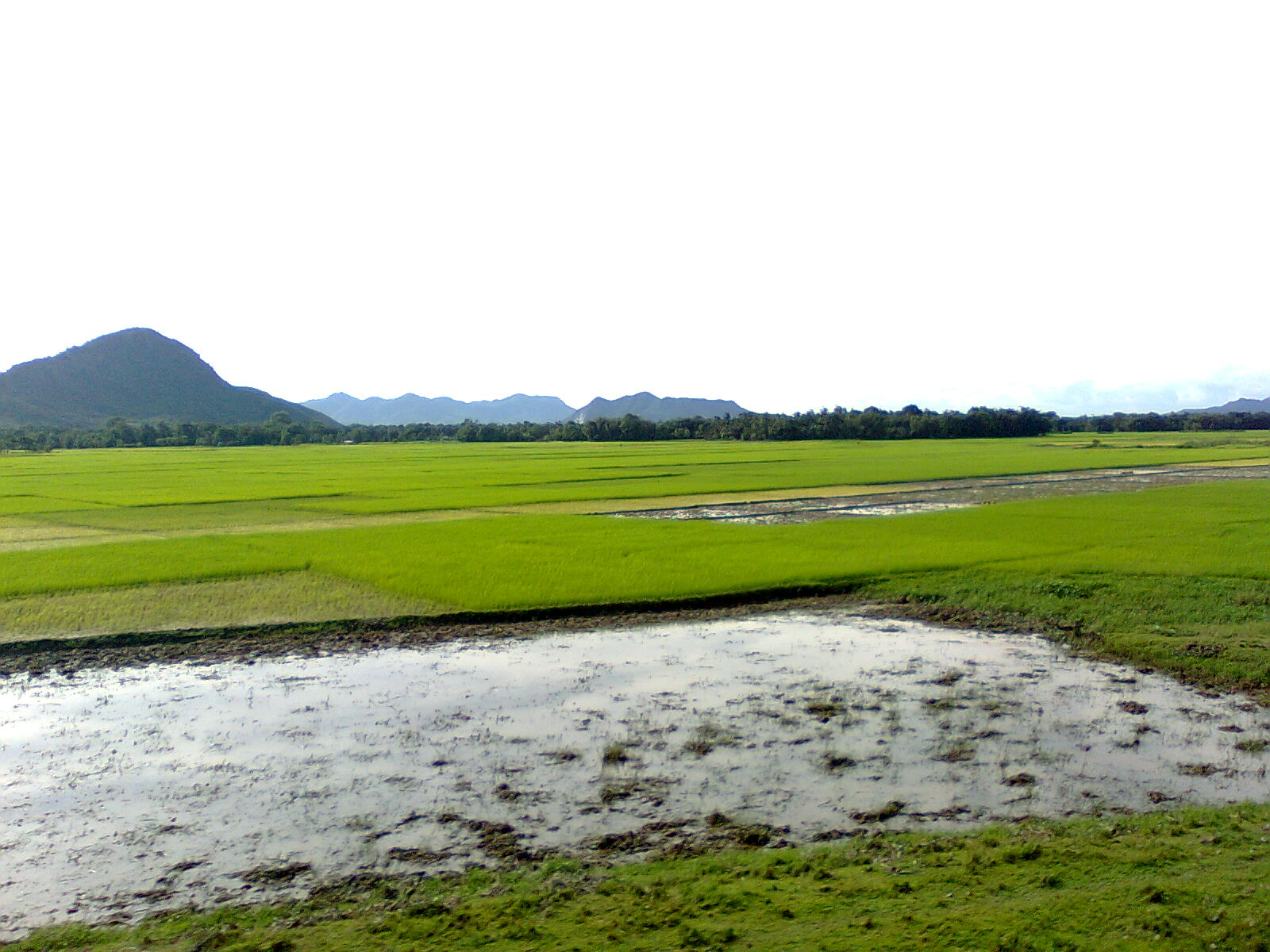
Risaie del Brahmaputra nell'Assam
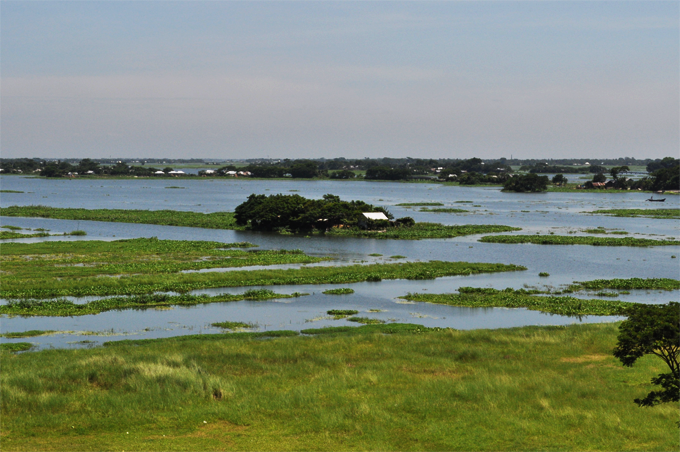
Il ramo del Meghna nel delta del Gange
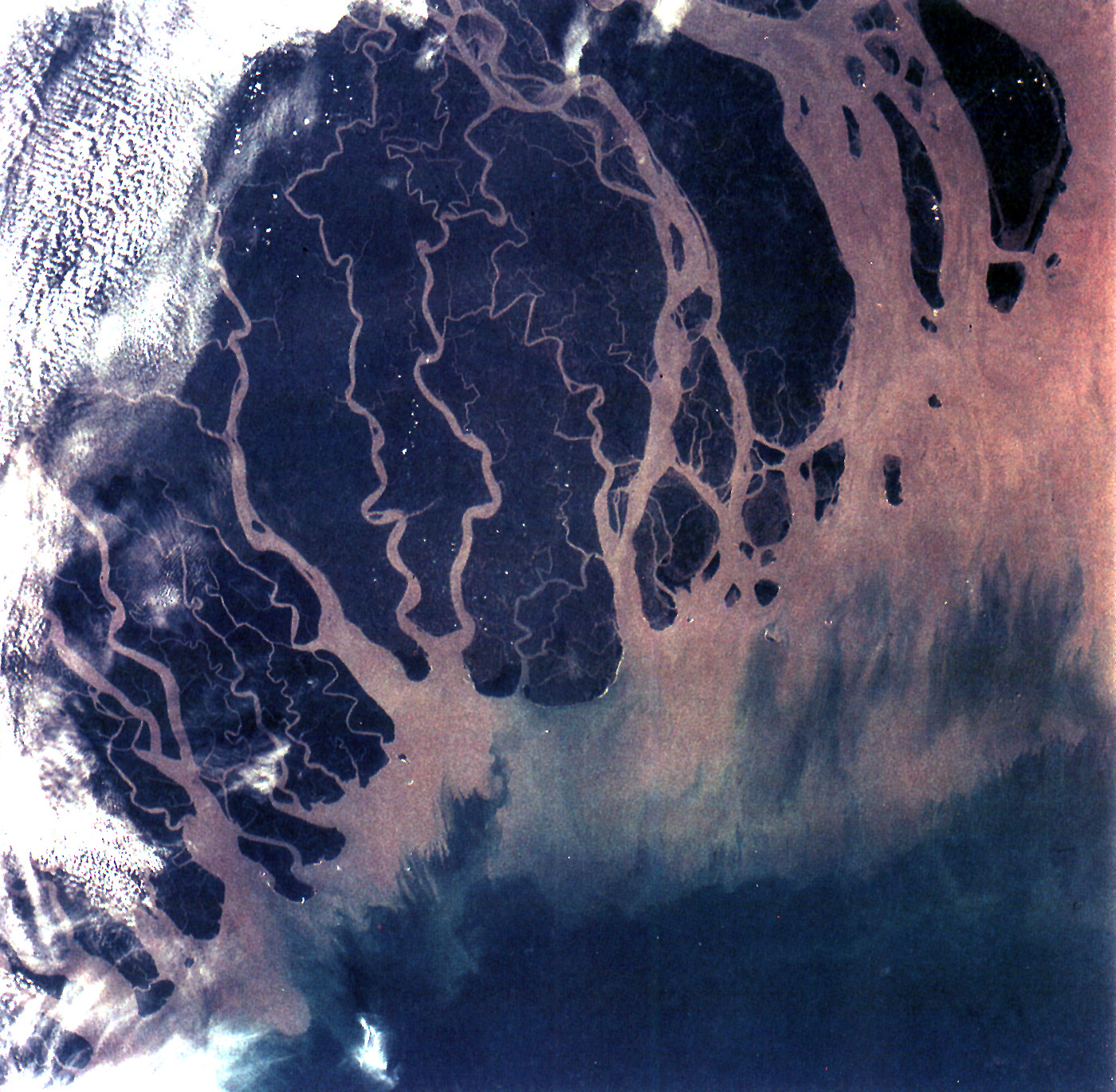
Il delta del Gange